# 约翰一世 (色萨利)
约翰一世·杜卡斯（希臘語：Ἰωάννης Δούκας，羅馬化：Iōánnēs Doúkas，拉丁化姓：Ducas；？—1289年），是伊庇鲁斯专制国君主米海尔二世·科穆宁·杜卡斯（约1230-1268年在位）的私生长子。父亲死后，他继承了色萨利，建立独立统治，直到于1289年去世。因为父亲的血统，他也被人称作约翰·安格洛斯。
1259年的佩拉戈尼亚战役中，约翰·杜卡斯第一次在历史记载中出现。那时，他已与一位色萨利瓦拉几亚人女性结婚，战斗中，他与父亲一起统帅一支瓦拉几亚部队。但他突然临阵倒戈，加入尼西亚帝国皇帝米海尔八世一边，决定了这场战役的结局：伊庇鲁斯的拉丁人盟友们惨败，这场胜利，为两年后米海尔八世收复君士坦丁堡，重建拜占庭帝国奠定了基础。约翰很快又回到父亲以及弟弟尼基弗鲁斯身边，帮助他们收复伊庇鲁斯和色萨利。父亲死后，约翰继承了色萨利，以新帕特雷为都，开始独立统治，西方的编年史家常常错误地称他为“新帕特雷公爵”。
尽管拜占庭皇帝米海尔八世与约翰达成了婚姻同盟，还授予他“至尊者”的高贵头衔，但约翰在大多数时候仍是他的反对者。他坚决反对米海尔八世在政治利益驱动下，与教皇在第二次里昂大公会议中达成的东西教会联合，为此，他开始帮助米海尔的政敌，甚至还召开一次宗教会议，抨击皇帝与他的支持者。他几次挫败拜占庭军队占领色萨利的企图，与其敌人结盟，包括雅典公国和西西里国王安茹的查理。1289年，约翰去世，两个儿子君士坦丁·杜卡斯与狄奥多尔·安格洛斯共同统治色萨利。

## 出身与早期经历
约翰·杜卡斯是伊庇鲁斯专制国君主米海尔二世·科穆宁·杜卡斯（约1230-1268年在位）的私生长子，米海尔二世有一位来自出身甘格雷内（Gangrene）家族，名字未知的情妇，可能就是他的母亲。他的完整姓名是“约翰·杜卡斯·科穆宁·安格洛斯”，不过记载中一般只称他为约翰·杜卡斯，这也导致一些拉丁人史家错把“杜卡斯”当作了头衔“公爵（Duke）”，称他为“新帕特雷公爵”。 事实上，他真正的头衔是“至尊者”，这个拜占庭头衔是拜占庭皇帝米海尔八世于约1272年授予他的。
关于他在1259年前的经历，我们一无所知。该年的佩拉戈尼亚战役中，他第一次在历史记载中出现，战役之前，他带着一批瓦拉几亚人部队前来支援他的父亲。此时，他已与色萨利瓦拉几亚人首领塔罗纳斯（Taronas）的女儿结婚，对于他的这个妻子，我们唯一知道的是她在丈夫死后进入修道院，取了海波莫内（Hypomone，意为忍耐）这个新名字。这一联姻以及后来约翰对色萨利的统治令现代学者们怀疑他在此时已经以他父亲的名义统治了色萨利，但没有直接证据可以证明。同样不清楚的是，约翰在此时指挥的部队究竟是伊庇鲁斯专制国的正规军，还是他自己招募的部队。
约翰在佩垃戈尼亚战役中扮演了重要角色，他背叛了他的父亲米海尔二世、亚该亚亲王纪尧姆二世及西西里国王曼弗雷迪组成的三方同盟，投向尼西亚帝国一边，最终导致约翰·巴列奥略率领的尼西亚军将同盟军击败。约翰叛逃的原因也不清楚，几种记载提供了互相矛盾的说法，而史家乔治·帕希梅莱斯和马里奥·萨努多·托尔切洛都声称，约翰背叛的主要原因是一些亚该亚骑士在行军途中公然觊觎他美丽的妻子，而且亚该亚亲王纪尧姆二世非但没有制止部下，还嘲笑约翰的私生身份，使约翰异常愤怒。尼西亚人向他保证，他不必与父亲作战，于是他决定叛逃，随后他的父亲也率伊庇鲁斯军离开，尼西亚军击败了剩余的拉丁人部队。
战后，约翰跟随尼西亚军快速占领了伊庇鲁斯，但很快双方关系破裂，他与部下来到沿海城镇沃尼察，与他逃亡到伊奥尼亚群岛的父亲米海尔二世取得联系；后者接受了儿子的道歉，回到希腊本土与他会合。父子俩很快夺回了伊庇鲁斯的首府阿尔塔，解救了被围困的约阿尼纳城，很快，尼西亚势力又被赶出伊庇鲁斯。约翰同父异母的兄弟尼基弗鲁斯（非私生子）在1260年春天被派去收复色萨利，他击败并俘虏了尼西亚将领阿莱克修斯·斯特拉特戈普洛斯，基本完成了任务；但尼西亚帝国在色萨利东部还保有一些城镇，包括德米特里阿斯、韦莱斯蒂农、阿尔米罗斯及法萨卢斯，维持了数年的统治。尽管约翰后来统治色萨利，但在关于他弟弟收复色萨利的行动以及之后这一地区的管理事务的记载中，他并没有被提及，这一地区在他父亲死前似乎一直被尼基弗鲁斯统治。
佩拉戈尼亚战役常常被称为一场意义重大的战役，但这种说法实际并不完全成立，尼西亚帝国的胜利成果迅速失去，伊庇鲁斯和西西里王国很快恢复了力量，恢复了丢失的领土。尽管如此，这场战役对尼西亚皇帝米海尔八世来说还是极具意义——在约翰的帮助下，他挫败了伊庇鲁斯-拉丁人联盟占领塞萨洛尼基和尼西亚帝国欧洲领土的企图，为收复君士坦丁堡赢得了时间。最终他在1261年收复拜占庭帝国的旧首都，恢复帝国，开始了巴列奥略王朝的统治。

## 统治色萨利

约1278年的希腊形势

约翰的父亲，伊庇鲁斯专制国君主米海尔二世死于约1268年，他的领地由两个儿子分割，尼基弗鲁斯作为婚生长子，继承了伊庇鲁斯本部及专制君主头衔；约翰作为私生子，继承了父亲在色萨利和中希腊的领地。拜占庭史家尼基弗鲁斯·格雷戈拉斯记载，他的领地北起奥林波斯山，南到帕纳塞斯山，西以阿克洛奥斯河为与伊庇鲁斯的边界，首都为新帕特雷。这时，拜占庭皇帝米海尔八世（即上文的尼西亚皇帝）借机与两兄弟和好，把侄女安娜嫁给尼基弗鲁斯，并为自己的一个侄子安德洛尼卡·塔尔汉伊欧特斯（Andronikos Tarchaneiotes）迎娶约翰的一个女儿，约翰因此还被授予了“至尊者”这个尊贵头衔。
然而，约翰坚持维护他的独立，决意与米海尔八世的拉丁敌人们，即西西里国王安茹的查理和雅典公爵结盟。他很快成为反对米海尔八世的希腊君主中“较危险，较具敌意的一个”，正如现代历史学家唐纳德·尼科尔所写：“他（约翰）拥有丰富的资源与不小的野心，与君士坦丁堡皇帝的敌人公开联系。他位于新帕特雷的首都距拉丁人在希腊的领地很近，尤其是与他结盟的雅典及底比斯公爵。对反对君士坦丁堡皇帝的人来说，逃到色萨利比逃到伊庇鲁斯容易得多”。约翰的女婿安德洛尼卡·塔尔汉伊欧特斯（Andronikos Tarchaneiotes）的逃亡就证明了这一点：后者认为米海尔八世更赏识他的弟弟米海尔，所以就招引鞑靼人前来袭击色雷斯，混乱之中，他逃到岳父的宫廷避难。1273年4月，约翰与米海尔八世的劲敌安茹的查理签订了一份商业条约，允许自色萨利出口丝绸到普利亚，同时进口意大利的马匹，显然，这份条约也是约翰加入查理的反拜占庭同盟的第一步。
在安茹的查理试图组织新十字军东征以恢复拉丁帝国的情况下，米海尔八世决定促进正教会与天主教会合并，以此要求与查理签订合约。1274年的第二次里昂大公会议上，东西教会正式合并，皇帝的代表被迫承认教皇至高无上的地位。这一合并招致了拜占庭帝国人民、正教会教士甚至皇室成员们的普遍反对。米海尔八世的姐姐伊琳娜、伊琳娜的女儿安娜（即约翰的弟弟尼基弗鲁斯的妻子）都是反对者的主要领导。约翰本人、弟弟尼基弗鲁斯、特拉比松皇帝约翰二世这三个独立的希腊君主很快也表态反对联合，并为从君士坦丁堡逃离的反对教会联合者提供帮助。
米海尔八世请求教皇额我略十世绝罚约翰，但被后者拒绝，可能是因为他还不能确定拜占庭皇帝的忠诚。后来，米海尔八世又向之后继位的教皇英诺森五世、尼各老三世提出同样的要求，还附加要求教皇解散约翰与安茹的查理之间的同盟，仍被拒绝。1275年，米海尔八世最终决定派弟弟约翰·巴列奥略与将领阿莱克修斯·卡巴拉里欧斯前去攻打约翰。拜占庭军的攻击超乎约翰的预料，在他反应过来之前就把他包围在堡垒之中。约翰化装成一个低贱的马夫，谎称寻找一匹走失的马，成功穿过了拜占庭阵线，逃到雅典公爵让一世的宫廷，公爵拨给他300名骑兵，约翰带兵赶回，赶走了拜占庭军，这次战斗被称为新帕特雷战役。当然，这次援助不是免费的，约翰把一个女儿许配给让的儿子，未来的公爵纪尧姆，且把泽图尼翁（今拉米亚）、加尔迪基（今佩拉斯基亚）、格拉维亚、西德罗卡斯特龙四座城市作为嫁妆割给了雅典公国。
1277年4月，教皇使节到达君士坦丁堡，迫使米海尔八世皇帝、储君安德洛尼卡、普世牧首约翰十一世在布拉赫奈宫的会议中再次宣誓忠于教会联合。约翰·杜卡斯仍然拒绝接受教会联合，于1277年5月1日在自己的首都新帕特雷召开宗教会议，指责皇帝、普世牧首、罗马教皇都是异教徒。作为回击，拜占庭皇帝于同年7月16日在圣索菲亚大教堂召开会议，诅咒了约翰和他的弟弟尼基弗鲁斯。同年12月，约翰再次开会，召集八位主教、几位修道院长、一百位修道士组成反教会联合同盟，再次痛斥皇帝、普世牧首和教皇。在他境内，只有特里卡拉和新帕特雷的主教拒绝参与，结果被约翰惩罚。
米海尔八世随后派他的“斟酒人”曼努埃尔·科穆宁·拉乌尔与“第一司马”安德洛尼卡·巴列奥略等人率军再次攻打约翰。但这几位将领却不愿与约翰作战，反而与他谈和，表明自己也是教会联合的反对者。米海尔八世解除了他们的军权并将他们逮捕，改派“军营大总管”约翰·西纳德诺斯和“马厩大总管”米海尔·卡巴拉里奥斯领兵进攻；但这支部队又被约翰伏击，惨败于法尔萨洛斯。
米海尔八世死于1282年12月11日，去世前，他还在谋划进攻色萨利。西西里晚祷事件爆发后，安茹的查理对拜占庭的威胁已大大减小，继位的拜占庭皇帝安德洛尼卡二世（1282-1328年在位）很快就放弃了不得人心的教会联合政策，色萨利、伊庇鲁斯与君士坦丁堡的教会联系得以恢复。
约翰的弟弟，伊庇鲁斯专制国君主尼基弗鲁斯是个软弱而惧内的统治者，他开始惧怕野心勃勃的约翰——历史记载暗示，约翰有统治伊庇鲁斯的野心，攻击了约阿尼纳城。伊庇鲁斯很快倒向拜占庭帝国一边，尼基弗鲁斯的妻子安娜到君士坦丁堡拜访了她的表兄弟皇帝安德洛尼卡二世，合谋对付约翰。1283或1284年，尼基弗鲁斯夫妇邀请约翰的儿子米海尔来到伊庇鲁斯，许诺将自己的女儿许给他，并立他做伊庇鲁斯的储君。米海尔果然上当，一到伊庇鲁斯，就被逮捕，随后被送到君士坦丁堡囚禁，后来死在监狱中。安德洛尼卡二世也同时发兵攻打色萨利，但部队中爆发疟疾，进攻失败。儿子被抓的次年（1284或1285年），约翰发兵进攻伊庇鲁斯，袭击了其国都阿尔塔周边地区。这次战斗之后，双方的关系再次稳定下来，保持着不稳定的和平。
许多年来，当代学者们遵从19世纪学者卡尔·霍普夫的观点，错误地认为约翰死于1296年。后来的研究证明，约翰应死于1289年3月或3月前不久。死后葬于他生前于1283年建立的波尔塔的万圣女修道院，他的墓地位于修道院主教堂之南侧，有壁画描绘他“已经作为一个僧侣被天使送到圣母面前”。约翰死后，他的孀妇被迫承认拜占庭皇帝安德洛尼卡二世对色萨利的宗主权，以巩固约翰的两个未成年儿子君士坦丁·杜卡斯与狄奥多尔·安格洛斯的统治；约翰也曾承认拜占庭的宗主权，但并不服从其统治，这次所谓的宗主权基本也只是名义上存在。

## 家庭
关于他的妻子，唯一的信息就是她在进入修道院后起了海波莫内（Hypomone，意为忍耐），约翰与她生有七个孩子：
- 米海尔·科穆宁，被拜占庭帝国囚禁，1307年死于君士坦丁堡。
- 君士坦丁·杜卡斯（英语：Constantine Doukas of Thessaly）（？-1303年），继承色萨利，与安娜·优阿伊翁尼萨（Anna Euagionissa），生有一子，继续统治色萨利，称约翰二世（英语：John II Doukas），1318年去世。
- 狄奥多尔·安格洛斯（？-约1300年），与兄长共治色萨利。
- 海伦娜·杜卡伊娜·科穆宁娜（英语：Helena Angelina Komnene），先与雅典公爵纪尧姆一世（英语：William I de la Roche）结婚，后又与莱切伯爵（英语：Count of Lecce）雨果（英语：Hugh, Count of Brienne）结婚。
- 一个女儿，与拜占庭皇帝米海尔八世的侄子安德洛尼卡·塔尔汉伊欧特斯（Andronikos Tarchaneiotes）结婚。
- 海伦娜·杜卡伊娜·安格利娜（英语：Helena Doukaina Angelina），与塞尔维亚国王斯特凡·烏羅什二世结婚。
- 一个女儿，与保加利亚皇子，未来的保加利亚沙皇托多·斯維托斯拉夫订婚，后毁约。

## 脚注
1. ↑  Polemis 1968，第94, 97頁.
2. 1 2 3  PLP，208. ῎Αγγελος, Ἰωάννης Ι. Δούκας Κομνηνός.
3. ↑  Polemis 1968，第97, esp. note 2頁.
4. 1 2 3 4 5  Polemis 1968，第97頁.
5. ↑  Geanakoplos 1953，第123頁.
6. 1 2 3  Fine 1994，第164頁.
7. ↑  Geanakoplos 1953，第127–132頁.
8. ↑  Fine 1994，第161–163頁.
9. ↑  Fine 1994，第163頁.
10. ↑  Nicol 1962，第5–6頁.
11. ↑  Fine 1994，第164, 169頁.
12. ↑  Fine 1994，第163–165頁.
13. ↑  Fine 1994，第169頁.
14. 1 2  Geanakoplos 1959，第231頁.
15. 1 2  ODB，"Thessaly" (T. E. Gregory), pp. 2073–2074.
16. 1 2  Koder & Hild 1976，第72頁.
17. 1 2  Nicol 1962，第5頁.
18. ↑  Geanakoplos 1959，第231–232頁.
19. ↑  Nicol 1962，第2–4頁.
20. ↑  Geanakoplos 1959，第264–275頁.
21. ↑  Geanakoplos 1959，第282, 290, 323–324頁.
22. ↑  Nicol 1962，第4–5頁.
23. ↑  Geanakoplos 1959，第283頁.
24. 1 2  Fine 1994，第188頁.
25. ↑  Nicol 1962，第4, 8頁.
26. ↑  Geanakoplos 1959，第275, 306–309頁.
27. ↑  Nicol 1962，第6–7頁.
28. ↑  Geanakoplos 1959，第297頁.
29. ↑  Geanakoplos 1959，第369–370頁.
30. ↑  Fine 1994，第194頁.
31. 1 2 3  Fine 1994，第235頁.
32. ↑  Polemis 1968，第97, esp. note 4頁.
33. ↑  Constantinides 1992，第30頁.
34. ↑  Koder & Hild 1976，第246頁.

## 延伸阅读
- Ferjančić, Božidar.  [Thessaly in the 13th and 14th Centuries]. Belgrade: Византолошког институт САНУ. 1974 （塞尔维亚语）.

| 前任者： 米海尔二世·科穆宁·杜卡斯 為伊庇鲁斯专制君主 | 色萨利统治者 1268–1289 | 繼任者： 君士坦丁·杜卡斯 与狄奥多尔·安格洛斯 |